# Silvije Tomašević
Silvije Tomašević (Zagreb, 6. studenoga 1949. – Rim, 18. srpnja 2021.) bio je hrvatski novinar i publicist koji je živio i radio u Rimu. Bio je dopisnikom iz Rima i Vatikana za Večernji list i Hrvatsku radioteleviziju (HRT).

## Životopis
U novinarstvu je od 1970. godine kada je započeo pisati iz Rijeke za Večernji list. Od 1973. godine dopisnik je Večernjeg lista iz Slavonskog Broda, a 1974. godine prešao je u Vjesnik. Od 1975. godine je u uredništvu Vjesnika u Zagrebu, novinarom u unutarnjoj politici, pa zatim postaje urednikom više rubrika da bi na koncu postao urednikom vanjske politike odakle odlazi 1984. godine za dopisnika Vjesnika i Večernjeg lista iz Italije i Vatikana od 1984. do 1989. godine. 
Od 1990. godine dopisnik je iz Rima i Vatikana za Slobodnu Dalmaciju. Iz Rima i Vatikana javljao se za Hrvatsku radioteleviziju (HRT).
Pisao je za hrvatsku novinsku agenciju HINU, te se javljao za britanski radio BBC i njemački radio Deutsche Welle. 
Od 1992. do 2006. godine radio je na radiju RAI Internazionale. Izvještavao je i za Radio Vatikan na hrvatskom.
Za talijanski list Il Manifesto pisao je od 1989. do 1990. godine. 
Od 1991. godine pisao je za dnevnik Roma iz Napulja, zatim za tjednik Internazionale. 
U Rimu je 1992. godine pokrenuo časopis na talijanskom jeziku Le Religioni nei Balcani. 
Godine 2012. godine pokrenuo je dvojezični hrvatsko-talijanski časopis za ekonomiju i kulturu MM Minoranze-Manjine.

## Smrt
Umro je 18. srpnja 2021. godine u Rimu u 72. godini života nakon duge i teške bolesti.

## Djela
- Ivan Pavao II., Globus, Zagreb, 1994. (prevedena na još pet jezika)
- Pape kroz povijest, Adamić, Rijeka, 2003.
- Ne bojte se!: papa Ivan Pavao II.: 1920. – 2005., Večernji list, Zagreb, 2005., (suautor)[4]
- Cardinali dell Terzo Millennio, 1999., knjiga na talijanskome jeziku za Vatikansku biblioteku (Libreria Editrice Vaticana) (suautor)
- Dvojica papa: Ivan Pavao II. i Benedikt XVI.: što povezuje, a što razdvaja dvojicu papa, Profil, Zagreb, 2009.
- Tito u Vatikanu: Stepinčev progonitelj kod pape Pavla VI., Profil, Zagreb, 2011.
- Papa Franjo: kako papa nade i nježnosti mijenja Rim, Crkvu i svijet, Profil, Zagreb, 2014.

## Ostalo
- Svećenikova djeca, kao dopisnik iz Rima (2013.)

## Nagrade
- 2009.: Međunarodna nagrada Calabria, namijenjena stranim novinarima u Italiji,[5] za knjigu Dvojica papa.[6]